# 潘特尔 (Pointre)
潘特尔（法語發音：[pwɛ̃tʁ]）是法国汝拉省的一个市镇，属于多勒区。

## 地理
潘特尔（47°13'29"N, 5°30'0"E）面积6.54 平方千米，位于法国勃艮第-弗朗什-孔泰大區汝拉省，该省份为法国东部内陆省份，北起上索恩省，西北接科多尔省，西临索恩-卢瓦尔省，南至安省，东与杜省和瑞士接壤。
与潘特尔接壤的市镇（或旧市镇、城区）包括：尚帕涅、弗拉默朗、纳塞河畔苏瓦松、弗拉讷莱默利耶尔、蒙米雷城、蒙米雷堡、潘特尔。

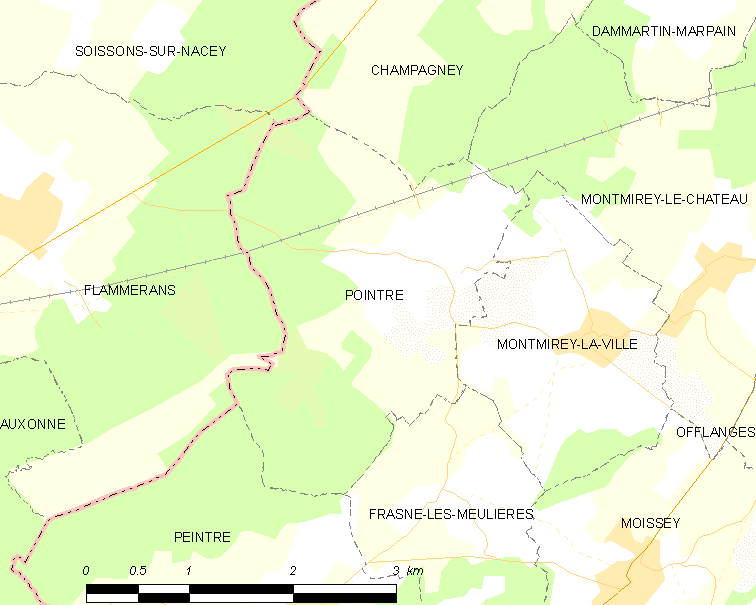
的OSM定位图

潘特尔的时区为UTC+01:00、UTC+02:00（夏令时）。

## 行政
潘特尔的邮政编码为39290，INSEE市镇编码为39432。

## 政治
潘特尔所属的省级选区为欧蒂姆县。

## 人口

1962-2008年间人口变化图示

潘特尔于2022年1月1日时的人口数量为126人。